# Xiao Ke
No confondre amb Xiao Wangdong, militar xinès, Ministre de Cultura a l'inici de la Revolució Cultural que també va utilitzar el nom de Xiao Ke.
Xiao Ke (xinès simplificat: 萧克; pinyin: Xiāo Kè) (Jiahe 1907 - Pequín 2008) escriptor i militar xinès amb una amplia i densa carrera militar. Va ser l'últim comandant supervivent de l'exèrcit xinès que va fer la Llarga Marxa. Com a escriptor va guanyar el Premi Mao Dun de Literatura de l'any 1991 per 浴血罗霄, traduïda a l'anglès com "Bloody Heaven"/"Blood on the Luoxiao Mountains".

## Biografia
Xiao Ke va néixer el 14 de juliol de 1907 a Jiahe, província de Hunan, a la Xina. Va tenir vuit germans i els seus pares tenien una petita explotació agrària. El 1926 va estudiar a l'acadèmia de policia militar de Guangzhou abans d'unir-se a l'Expedició del Nord de l'exèrcit nacional revolucionari del Guomindang.
El 1927 es va unir al Partit Comunista Xinès. i va participar en l'Aixecament de Nanchang.
De 1930 a 1958 va participar en les diferents confrontacions militars del país,com la segona guerra sinojaponesa i va ocupar diferents càrrecs militars i polítics. El 1949 fou ascendit a cap de gabinet del quart exèrcit i dirigí batalles a Hengbao, Guangdong, Guangxi entre altres indrets. Després de l'establiment de la República Popular de la Xina, va ser nomenat director del departament d'entrenament militar sota la comissió militar central, se li va atorgar el rang de general i va ser elegit membre permanent del Comitè Consultiu Central en la primera sessió plenària del 12è Comitè Central del Partit Comunista de la Xina.
El 1958 conjuntament amb altres dirigents militars, va ser criticat pels anomenats "dogmàtics" i obligat a dimitir de tots els seus càrrecs. Xiao va quedar atrapat en una disputa sobre la política de l'exèrcit, que el va portar a ser denunciat per Mao com a "mala persona, membre de l'equip burgès", i va ser sotmès a llargs interrogatoris. Tot i que ell mateix havia participat en una purga cruenta el 1934, es va sorprendre al ser objecte dels atacs. Al cap de quatre mesos, va fer una "confessió", i va escriure més tard que "l'home pot ser assassinat, però la seva història es mantindrà". El 1969 va ser enviat a l'exili rural i va suportar nous interrogatoris. Aquest atac va ser dirigit per aleshores ministre de Defensa Peng Dehuai, que posteriorment, després de la Conferència de Lushan també va tenir problemes polítics.
El 1972 Xiao va ser restituït a l'Acadèmia Militar i nomenat viceministre de Defensa. El setembre de 1980 va ser nomenat un dels vicepresidents de la Cinquena Conferència Consultiva Política Nacional. Des del 1982 va formar part de l'influent comitè consultiu central (CCC). Quan la crisi de la plaça de Tiananmen de 1989 es va intensificar, va oposar-se a la decisió de Deng Xiaoping de convocar l'exèrcit.
Com a escriptor, a part de l'obra guardonada amb el Premi Mao Dun, també va escriure, 朱毛红军侧记. (Sidelights o on the Red Army of Zhu & Mao).

Va morir a Pequín el 24 d'octubre de 2008.